# Walerij Wdowenko
Walerij Pawlowytsch Wdowenko (ukrainisch Валерия Павлович Вдовенко; * 27. August 1971 in Kiew) ist ein ehemaliger sowjetischer Skispringer und heutiger ukrainischer Skisprungtrainer.

## Werdegang

### Sportliche Karriere
Wdowenko hatte in seiner aktiven Skispringerkarriere insgesamt nur fünf Einsätze, diese waren jedoch allesamt auf internationaler Ebene bei Nordischen Skiweltmeisterschaften. Sein Debüt gab Wdowenko bei den Nordischen Skiweltmeisterschaften 1989 in Lahti. Nachdem er im Einzelwettbewerb von der Großschanze den 41. Platz und von der Kleinschanze den 47. Platz erreicht hatte, kam er im Teamwettbewerb mit Pavel Kustov, Mikhail Essine und Andrei Werweikin überraschend auf den vierten Platz.
Vier Jahre später trat Wdowenko erneut bei den Nordischen Skiweltmeisterschaften 1993 in Falun an. Hier kam er jedoch nicht über einen enttäuschenden 61. Platz auf der Normalschanze und einen 62. Platz auf der Kleinschanze hinaus.
Nach seinem Rücktritt vom aktiven Skispringen nach der WM 1993 hatte Wdowenko bereits verschiedene Trainerämter inne. Derzeit ist er seit einigen Jahren Cheftrainer der Ukrainischen Skisprung-Nationalmannschaft.

### Politisches Engagement
Wdowenko engagiert sich in der Ukraine auch politisch als Präsident der im Jahre 2011 neu gegründeten Partei Ludowy Parlament.